# 曼圖亞 (阿拉巴馬州)
曼圖亞（英語：Mantua）是一個位於美國阿拉巴馬州格林縣的非建制地區。該地的面積和人口皆未知。

## 地理
曼圖亞的座標為33°03′13″N 87°55′44″W / 33.05361°N 87.92888°W，而該地最高點為海拔高度75米（即246英尺）。